# Маркиза де Ламбер
Анна-Тереза де Маргена де Курсель (фр. Anne-Thérèse de Marguenat de Courcelles; 25 сентября 1647[…], Париж — 12 июля 1733, Париж), после своего замужества ставшая мадам де Ламбер, маркизой де Сен-Бри, известная в обществе как Маркиза де Ламбер — французская писательница и хозяйка парижского литературного салона.
В период регентства (малолетство Людовика XV) во Франции, когда лидеры обеих соперничавших группировок предавались разврату и фривольностям — двор герцогини Мэнской, супруги внебрачного сына Людовика XIV, в замке Со, а регент Франции Филипп II Орлеанский во дворце Пале-Рояль, салон маркизы де Ламбер мог заслуженно считаться храмом пристойности и прекрасного вкуса, в противоположность вульгарности и цинизму той эпохи. Для утончённых представителей общества того времени было большой честью получить приглашение на знаменитые «вторники», где ещё в почёте было благородство и великолепие «Великого века» Людовика XIV.

## Биография
Анна-Тереза де Маргена де Курсель, родившаяся и умершая в Париже, была единственной дочерью Этьенна де Маргена, сеньора де Курсель, и его жены Моник Пассар. Её отец, служащий Счётной палаты Парижа, ушёл из жизни в 1650 году, когда девочке было 3 года. Она была воспитана матерью, отличавшейся склонностью к безрассудным поступкам, и отчимом, поэтом Франсуа Бешамоном, который привил ей любовь к литературе. В юном возрасте, как свидетельствует её друг Бернар Ле Бовье де Фонтенель, «она часто предпочитала удовольствиям юного возраста чтение в одиночестве, и вскоре по собственной воле она стала выписывать из прочитанного отрывки, поразившие её сильнее всего. Это были замысловатые обороты речи, но в большинстве своём это были тонкие размышления о душе человеческой».
22 февраля 1666 года она вышла замуж за Анри де Ламбера, маркиза де Сен-Бри, который спустя 18 лет займёт пост генерал-губернатора города и герцогства Люксембург. Это был счастливый брак, в котором родилось двое детей: сын Анри-Франсуа (1677—1754) и дочь Мария-Тереза (ум. 1731), которая в замужестве стала графиней де Сент-Олер. Маркиза де Ламбер овдовела в 1686 году. Она сама воспитывала двух детей и вела длинные и запутанные судебные тяжбы против семьи покойного супруга, чтобы защитить наследство своих детей.
Уже в возрасте 51 года, в 1698 году, она арендовала северо-западное крыло парижского особняка Отель де Невер, находившегося на улице rue de Richelieu неподалёку от того места, где сейчас размещена Национальная библиотека Франции. Начиная с 1710 года в великолепной гостиной, которую декорировал Робер де Кот, она открыла свой знаменитый литературный салон. По воспоминаниям её друга аббата де Ла Ривьер, «она страдала коликами воспитания и остроумия, болезнями, пришедшими к ней внезапно и от которых она не смогла излечиться до самой смерти». Она принимала гостей дважды в неделю: литературная публика приглашалась по вторникам, а высшее общество по средам. При этом, маркиза не стремилась устанавливать непроницаемую преграду между этими двумя обществами; напротив, она старалась заинтересовать литературные таланты и убедить их в пользе регулярного выхода в общество. Постоянные посетители имели возможность беспрепятственно посещать салон маркизы де Ламбер в оба дня.
Приёмы по вторникам начинались около часа пополудни. После хорошего обеда устраивались «симпозиумы» на литературные или философские темы. Дискуссии на религиозные или политические темы находились здесь под строжайшим запретом. Каждый посетитель был обязан либо высказать собственное мнение по обсуждаемой теме, либо зачитать несколько отрывков из своих последних работ; по утрам в дни приёмов, по выражению аббата де Ла Ривьер, «гости оттачивали свой ум на вечер». Хозяйка салона способствовала поддержанию высоких моральных устоев среди писателей и вдохновляла движение идей в направлении новых литературных форм: в её салоне зародились нападки Антуана Удар де Ламотта на классические правила драматургии, на стихосложение и на древнегреческого Гомера, произведения которого по мнению мадам де Ламбер были унылыми. Однако это не помешало ей принимать у себя в гостях приверженцев классического направления, к примеру, филолога Анну Дасье, писателя отца д’Оливе, мемуариста Жан-Батиста Анри де Валенкура.
Маркиза де Ламбер не была консервативной в социальном отношении. Она защищала сатирический роман Монтескьё Персидские письма и добилась успеха в продвижении автора в члены Французской академии. Она стала одной из первых светских дам Парижа, принявших у себя в салоне актёров, среди которых были Адриенна Лекуврёр и Мишель Баро.
Среди известных посетителей её знаменитого салона были писатель Фонтенель, драматург Антуан Удар де Ламотт, писательница Мадам д’Онуа, поэтесса Катрин Бернар, аббат де Бражелон, философ Клод Бюфье, аббат де Шуази, писательница мадам Дасье, хронобиолог д’Орту де Меран, писатель Франсуа Фенелон, писатель Шарль Жан Франсуа Эно, драматург Мариво, аббат Монго, философ Монтескьё, адвокат Луи де Саси (один из фаворитов маркизы), поэт маркиз де Сент-Олер, Маргарита де Сталь, мадам де Тансен, в салон которой перешли гости маркизы после смерти последней в 1733 году, а также филолог Жан Террасон.
Салон маркизы де Ламбер имел славу «прихожей» Французской академии. По выражению маркиза Аржансона, «половина членов Академии обязаны ей своим избранием».
Мадам де Ламбер, по воспоминаниям Фонтенеля, «не только страстно защищала интересы своих друзей, не дожидаясь явной просьбы с их стороны, но и делала благие дела для посторонних ей людей; некоторые отрицательные последствия её великодушия не переменили её, и она всегда была готова идти на риск, делая благие поступки».

## Произведения

### Литературное наследие
Мадам де Ламбер особенно глубоко интересовалась вопросами воспитания и образования. Она написала Avis d’une mère à son fils (1726) (Советы матери своему сыну) и Avis d’une mère à sa fille (1728) (Советы матери своей дочери), произведения полные благородства и высоких идей.
Её работа Размышления женщины не предназначалась к публикации, и когда это произведение тем не менее напечатали по рукописям, адресованным друзьям автора, она сильно огорчилась и считала себя обесчещенной. Чтобы уничтожить тираж, она выкупила большую его часть, что, однако, не помешало впоследствии сделать несколько подпольных переизданий работы и даже перевести её на другие языки. В этом произведении очень точно выявлены парадоксы положения женщины.
Не отвергая привлекательных сторон женственности, автор, укоряя Мольера, протестует против бессодержательности женского образования в ту эпоху. Она полагала, что сущностная пустота такого образования приводит к разложению нравов, а продвинутое образование, как следствие, является защитой от пагубных пороков.
Также она стала автором различных эссе о дружбе и о «Старом веке», ярких описаний посетителей своего салона и различных текстов, зачитываемых на этих литературных собраниях.
Она обладала признанным талантом построения сентеций и афоризмов, применяя новые и уникальные обороты речи. «Многие из этих мыслей известны давно», писал в XIX веке литературный критик Шарль Огюстен де Сент-Бёв, «но они выражены намного лучше». Её литературный стиль отличается, по замечанию Фонтенеля, «оттенком благожелательного достоинства, царящим повсюду».
Маркиза де Ламбер не отличалась сильной набожностью, тем не менее, она считала атеизм дурным вкусом.
Таким образом, мадам де Ламбер находилась в числе предвестников эпохи Просвещения и присущих ей философских идей в культуре Франции.